# Geum rhaeticum
Geum rhaeticum är en rosväxtart som beskrevs av Bruegg.. Geum rhaeticum ingår i släktet nejlikrotsläktet, och familjen rosväxter. Inga underarter finns listade i Catalogue of Life.